# Chris Ivory
Christopher Lee Ivory (Longview, 22 marzo 1988) è un giocatore di football americano statunitense che milita nel ruolo di running back per i Buffalo Bills della National Football League (NFL). Al college giocò a football alla Washington State University (2007-2009) e poi alla Tiffin University (2010).

## Carriera professionistica

### New Orleans Saints
Ivory non fu scelto nel Draft NFL 2010 ma raggiunse un accordo coi New Orleans Saints immediatamente dopo il draft e firmò come free agent il 3 maggio 2010. Una pre-stagione di alto livello gli consentì di entrare tra i 53 effettivi del roster per l'inizio della stagione regolare.
Ad inizio stagione, gli infortuni di Reggie Bush e Pierre Thomas resero Ivory il running back titolare della squadra. Esplose nella settimana 6 contro i Tampa Bay Buccaneers: le sue 158 yard su 15 tentativi furono il massimo per ogni giocatore dei Saints dai tempi di Deuce McAllister che ne corse 165 in una gara del 2003 e il massimo per un rookie dei Saints da quando Ricky Williams ne corse 179 nel 1999. Questa prestazione gli valse i premi di running back della settimana e di rookie della settimana. Ivory ebbe un'altra prestazione di alto livello nella settimana 11 quando corse 99 yard su 23 tentativi nella vittoria 34-19 sui Seattle Seahawks. La sua stagione da rookie si concluse con 137 corse per 716 yard (il massimo della sua squadra) e 5 touchdown. A causa di un infortunio perse l'ultima gara della stagione regolare e il primo turno di playoff in cui i Saints campioni in carica persero coi Seahawks.
Ivory trascorse le prime sei gare della stagione 2011 nella lista dei giocatori infortunati che stanno recuperando la condizione fisica; dopo che tornò nel roster attivo disputò 6 gare dove corse complessivamente 79 volte per 374 yard, più altre 22 volte per 70 yard nelle due gare di playoff dei Saints.
Divenuto free agent nell'estate 2012, Ivory firmò nuovamente coi Saints ma nella stagione 2012 disputò nuovamente sole sei gare, correndo un minimo in carriera di 217 yard e segnando due touchdown.

### New York Jets
Ivory fu scambiato coi New York Jets il 26 aprile per una scelta del quarto giro del Draft NFL 2013. Con la nuova franchigia firmò un contratto triennale del valore di 10 milioni di dollari. Nella vittoria della settimana 7 contro i New England Patriots corse 101 yard su 34 tentativi, venendo premiato per la seconda volta in carriera come running back della settimana. Tornò a giocare una grande prestazione due settimane dopo quando corse 139 yard e segnò un touchdown nella vittoria a sorpresa sui New Orleans Saints. Il secondo stagionale lo segnò nella sconfitta della settimana 11 contro i Buffalo Bills e il terzo nella settimana 14 contro gli Oakland Raiders in cui i Jets interruppero una striscia di 3 sconfitte consecutive.
Nel primo turno della stagione 2014, Ivory andò subito a segno nella vittoria sugli Oakland Raiders in cui guidò la sua squadra con 102 yard corse. Segnò un touchdown anche la domenica successiva ma i Jets persero coi Green Bay Packers. Nella settimana 7 corse 107 yard e segnò il suo terzo touchdown ma i Jets persero una gara equilibrata contro i Patriots e scesero a un record di 1-6. Nel quindicesimo turno, Ivory segnò su corsa a tre minuti dalla fine il touchdown decisivo, permettendo ai Jets di battere i Titans nella prima vittoria esterna dell'anno.
Nel 2015, Ivory aprì la stagione segnando due touchdown nella vittoria sui Browns. Nel quarto turno, nella gara disputata a Londra, corse un nuovo record in carriera di 166 yard e segnò un touchdown nella vittoria sui Dolphins, venendo premiato per la terza volta in carriera come running back della settimana. Seguì il turno di pausa, dopo di che Ivory confermò il suo momento di forma nella vittoria sui Redskins in cui corse altre 146 yard e un touchdown, venendo premiato ancora come running back della settimana. Nel nono turno corse solamente 26 yard su 23 tentativi ma segnò due touchdown decisivi nella vittoria interna sui Jaguars. Dopo due settimane di digiuno tornò a segnare nel 12º turno, che coincise col ritorno alla vittoria dei Jets sui Dolphins. La stagione di Ivory si chiuse al quinto posto nella NFL con 1.070 yard corse, segnando 7 touchdown e venendo convocato per il suo primo Pro Bowl al posto dell'infortunato LeSean McCoy.

### Jacksonville Jaguars
Il 9 marzo 2016, Ivory firmò con i Jacksonville Jaguars.

### Buffalo Bills
Nel 2018 Ivory passò ai Buffalo Bills.

## Palmarès
- Convocazioni al Pro Bowl: 1

2015
- Running back della settimana: 4

6ª del 2010, 7ª del 2013, 4ª e 6ª del 2015
- Rookie della settimana: 1

6ª del 2010
- PFWA All-Rookie Team - 2010

## Statistiche
| Partite totali      | 70    |
| Partite da titolare | 38    |
| Yard su corsa       | 4.031 |
| Touchdown su corsa  | 24    |

Statistiche aggiornate alla stagione 2015